# Staurodiscus milleri
Staurodiscus milleri is een hydroïdpoliep uit de familie Laodiceidae. De poliep komt uit het geslacht Staurodiscus. Staurodiscus milleri werd in 1984 voor het eerst wetenschappelijk beschreven door Bouillon. 